# واکنش‌ها به انتخابات ریاست‌جمهوری ایران (۱۳۹۲)
یازدهمین انتخابات ریاست جمهوری ایران بازتاب‌های فراوانی در بین مجامع داخلی و بین‌المللی پیدا کرده و شخصیت‌ها و رسانه‌های دیداری و نوشتاری فراوانی به اظهار نظر دربارهٔ آن پرداخته‌اند.

## داخلی

### سید علی خامنه‌ای
رهبر ایران در سخنرانی خویش در دی ماه ۱۳۹۱، در جمع مردم قم بیان کرد که دشمن در نخستین وهله در پی برگزار نشدن انتخابات و سپس پس انداختن اوست، ولی چون ناامید است می‌خواهد انتخابات را پرهزینه کند و جلو پرشوریش را گرفته حضور مردم را کمرنگ کند. نیز با پدیدآوردن ماجرایی اقتصادی یا سیاسی یا امنیتی مردم را سرگرم کنند. وی همچنین با بیان اینکه در همه‌جای دنیا صلاحیت نامزدان بررسی می‌شود از مطرح کردن شعار انتخابات آزاد انتقاد کرد.
وی سال ۱۳۹۲ را برای امر انتخابات سال «حماسهٔ سیاسی، حماسهٔ اقتصادی» نامید که حماسهٔ سیاسی ناظر به انتخابات بود. او در سخنرانی نوروزش انتخابات را مظهر حماسهٔ سیاسی و اقتدار نظام اسلامی دانست و آبروی ایران و نماد «مردم‌سالاری دینی» در برابر «دمکراسی لیبرال» غربی.
او ضمن توصیف اهمیت حضور مردم در انتخابات تأکید کرد که همهٔ سلیقه‌ها و جریان‌های معتقد به جمهوری اسلامی باید شرکت کنند و وظیفه و حق همه است و مال جریان فکری خاصی نیست. آیت‌الله خامنه‌ای افزود:
در نهایت، رأی مردم تعیین‌کننده است. آنچه که اهمیت دارد، تشخیص شما و رأی شما است… رهبری، یک رأی بیشتر ندارد. بندهٔ حقیر مثل بقیهٔ مردم، یک رأی دارم؛ این رأی هم تا وقتی که در صندوق انداخته نشود، هیچ‌کس از آن مطّلع نخواهد بود… این جور نیست که کسی بیاید نسبت بدهد که رهبری نظرش به فلان است، به بَهمان نیست. اگر چنین نسبتی داده شد، این نسبت درست نیست… تحت تأثیر این چیزها (پیامک‌ها و…) قرار نگیرید؛ نگاه کنید، تشخیص بدهید، اصلح را بشناسید و برای ادای تکلیف، اسم او را به صندوق رأی بیندازید… اما از حقیر کسی چیزی در این زمینه نخواهد شنید… به هر حال آنچه که ملاک عمل است، رأی آحاد مردم است.
او همچنین بر تسلیم بودن و تمکین در برابر قانون تأکید کرد.
او همچنین گفت: «همه بدانند که آنچه ما برای رئیس‌جمهور آینده نیاز داریم، عبارت است از امتیازاتی که امروز وجود دارد، منهای ضعفهایی که وجود دارد.» او گفت رئیس‌جمهور بعد باید قوت‌های رئیس‌جمهور کنونی را داشته‌باشد و ضعف‌هایش را نه.
ضمن بیان اهمیت انتخابات با بیان اینکه همهٔ سلایق بیایند از حضور شورای نگهبان و بازرسی به صلاحیت نامزدان حمایت کرد
وی دربارهٔ ویژگی‌های رئیس‌جمهور مطلوب گفت که باید ضمن اعتقاد به خدا و قانون اساسی و مردم، دارای روحیهٔ مقام و استکبارستیز، باتدبیر و بابرنامه، معقتد به اقتصاد مقاومتی نه الگوهای تحمیلی شرق و غرب، پرهیز از حاشیه‌سازی و دغدغه و هزینه درست کردن باشد. وی همچنین از دادن وعده‌های غیرمنطقی برحذر داشت.
وی گفت اطلاع داریم که دشمن در صدد کمرنگ کردن انتخابات است و می‌خواهد حضور مردم نباشد. وی گفت به‌رغم این‌ها انشاءالله و به اذن خدا انتخابات پیش‌رو یکی از بهترین و پرحرارتترین انتخابات‌های ما خواهد بود. وی همچنین به اهمیت پایبندی به قانون تأکید کرد. او ویژگی‌های رئیس‌جمهور آینده را کاری، مردمی، مقاوم، ارزشی، باتدبیر، پایبند به قانون و مقررات، حس‌کنندهٔ درد مردم بودن دانست.
کاری کنیم که نتیجه انتخابات، یک گزینش خوب و همراه با صلاح و صرفه انقلاب و کشور باشد. این معنایش این نیست که اگر ما کسی را نپسندیدیم، با او بداخلاقی کنیم، برخورد تند و سخت و غلط بکنیم؛ نه. آن کسانی که خودشان را صالح می‌دانند، برای خودشان اهلیت قائلند، وارد میدان شوند. ما هم که می‌خواهیم انتخاب کنیم، نگاه کنیم، حقیقتاً با معیارهایی که معتقدیم و بین همه ماها مشترک است، بسنجیم. شاید بشود گفت که بین همه ایرانی‌ها - معتقدین به انقلاب - این معیارها تقریباً مشترک است. در هر کسی که این معیارها را مشاهده کردیم، کوشش کنیم، تلاش کنیم، کار کنیم - کار سالم - که انتخابات به سمت انتخاب یک چنین کسی برود.
او با تأکید بر اهمیت داخلی و بین‌المللی انتخابات ویژگی نامزدی که مردم به دنبال اویند را بیان کرد و گفت دشمن درست نقطهٔ مقابل این را می‌خواهد. او با برشمردن نقطه‌های مثبت کشور گفت به‌رغم مشکلات بزرگ کشورهای دشمن می‌کوشند وضع کشور را بحرانی و انتخابات را بیهوده نشان دهند و تأکید کرد باید به مردم امید داد. او حفظ عزت و ایستادگی و توکل بودن را مدنظر مردم قرار داد و از مردم خواست به حجت شرعی برسند.. او با حمایت از شورای نگهبان همه را به احترام به قانون دعوت کرد.
آیت‌الله خامنه‌ای در تشریح فضای انتخابات درخواست کرد که عین حفظ شور انتخاباتی از نفرت‌پراکنی پرهیز شود. وی اختلاف سلیقه را طبیعی خواند و بی‌اشکال و گفت نباید مایهٔ جدایی شود.
وی در سخنرانی سالروز درگذشت سید روح‌الله خمینی که نامزدها به‌جز روحانی حضور داشتند، ضمن برشمردن نشانه‌های حمایت مردم از نظراتشان تأکید کرد: «آنها که می‌خواهند انتقاد کنند می‌گویم انتقاد کنند اما سیاه‌نمایی نباشد. انکار کارهای برجسته این دولت و دولت‌های قبلی نباشد انتقاد، انکار جهاد مثبت نیست.» وی همچنین تأکید کرد که رئیس‌جمهور آینده نسبت به عمل با درایت و برنامه، مدیریت اوضاع به ویژه اقتصاد، پرهیز از حاشیه‌سازی قول دهد. وی امتیازدهی به دشمنان برای ساکت نشستن آن‌ها را تحلیلی نادرست دانست. او اقتصاد را مسئلهٔ اصلی خواند. او با برشمردن ویژگی‌های انتخابات ایران گفت: کجای دنیا می‌گذارند همهٔ نامزدان با فرصت برابر از رسانه‌ها استفاده کنند؟
وی دو روز مانده به انتخابات همه حتی مخالفان نظام را به شرکت گسترده در انتخابات دعوت کرد و گفت برنامهٔ دشمنان برای مشارکت نکردن مردم شکست خورده‌است. او از بهبود فضای انتخابات نسبت به انتخابات گذشته تقدیر کرد. وی همچنین از عقب‌نشینی در برابر دشمن برحذر داشت و گفت هر قدمی پس رفتیم پیش آمدند.
وی در روز رای‌گیری هنگام رأی دادن بیان کرد ملت امروز به معنی واقعی کلمه حماسه خواهند آفرید و درخواست کرد مردم هرچه زودتر در انتخابات شرکت کنند. او گفت رأی مرا حتی فرزندان و نزدیکانم نمی‌دانند. او ضمن درخواست از خوانندگان رأی برای دقت در شمارش رای‌ها گفت مردم به دشمن اهمیت نمی‌دهند و مطابق نیاز خویش رأی می‌دهند. سید علی خامنه‌ای گفت در انتخابات شوراها به ۳۱ نفر رأی داده‌ام و کسانی را که نمی‌شناخته‌ام با اعتماد به یکی از فهرست‌ها نوشته‌ام.
پس از اعلام نتیجه وی در پیامی به مردم و حسن روحانی حضور مردم را تقدیر کرد و آن را «باطل‌السحر بافته‌ها و گزافه‌های دشمنان و حسودان و طمع‌ورزان» خواند. او گفت مردم با این حضور آینده و منافع کشور را بیمه کردند. وی با تبریک به حسن روحانی درخواست کرد هواداران سایر نامزدها با رئیس‌جمهور جدید متحد شوند، رئیس‌جمهور رئیس‌جمهورِ همهٔ ملت است و همه باید او و دولتش را یاری کنند. او از منتخب ملت خواست بیدرنگ فرایند خدمت را شروع کند و از دیگر نامزدان و دست‌اندرکاران و عالمان و نخبگان و ویژه از رسانهٔ ملی سپاسگزاری کرد.

### محمود احمدی‌نژاد
محور اصلی سخنان احمدی‌نژاد دربارهٔ انتخابات چند نکته است:
1. تأکید بر مشارکت بالا بلکه پنجاه‌میلیونی و بیان اهمیت و اثر وضعی و عملی این مشارکت بالا است.
2. برگزیدهٔ حداکثری و بلکه سی-چهل میلیونی
3. تغییر معادله‌های بین‌المللی و شکست دشمن با حضور حداکثری
4. تابعیت از رأی ملت و برتر بودن آن از نظرهای سیاسی و اعتماد به مردم
5. در کنار این امر وی با استناد به کلام سید علی خامنه‌ای بیان کرده‌است که همه باید در انتخابات شرکت کنند و کسی حق اعمال محدودیت بی‌مورد ندارد.
6. تأکید بر انتخابات سالم و عدم دخالت نهاد دولت در انتخابات
7. کار کردن و ادامهٔ مسئولیت تا روز تنفیذ رئیس‌جمهور دیگر[۱۵][۱۶][۱۷][۱۸][۱۹][۲۰][۲۱][۲۲][۲۳][۲۴][۲۵][۲۶][۲۷][۲۸][۲۹][۳۰][۳۱]

رئیس‌جمهور در پیام نوروزی دربارهٔ انتخابات ریاست‌جمهوری عنوان داشت:همه برای تحقق این هدف مسئولند و باید از یک سو انگیزه‌های سازنده را تقویت کنند و از سوی دیگر از هر سخن و اقدامی که موجب کاهش انگیزه آحاد ملت می‌شود به شدت اجتناب نمایند.
اینجانب شخصاً نهایت حساسیت را به کار خواهم برد و همچنان که بارها و بارها به مسئولین استانی و غیر استانی گفته‌ام از کوچکترین تخلفی اغماض نخواهم کرد.
وی دو روز مانده به انتخابات در افتتاح چند طرح عمرانی در خراسان شمالی گفت که کار عمرانی هم ساختن ایران است ولی منظور از ساختن برپا کردن جامعهٔ متعالی و پیشرفته و سرشار از عدالت و ایمان و پاکی است که همان جامعه‌ای است که خداوند وعده داده‌است. وی با ذکر ویژگی‌های جامعهٔ آرمانی به بیان ویژگی‌های انقلاب اسلامی پرداخت و ارزش مردم را در این نظام تشریح کرد.

او با اشاره به انتخابات آینده گفت: «من از کسانی هستم که از ابتدا به هوشمندی و ایمان و عظمت ملت ایران باور داشتم و معتقدم که ملت ایران ملتی است که در طول تاریخ همهٔ مهاجمان را در خود هضم کرده و باقی مانده‌است و با هوشمندی خود همهٔ صحنه‌ها را به نفع خود رقم خواهد زد.
او تأکید کرد: مطمئناً ملت ایران در صحنهٔ انتخابات آینده نیز بار دیگر با توکل بر خدا تصمیم شایسته را اتخاذ خواهد کرد.
احمدی‌نژاد که در شب انتخابات در پیامی مردم را به مشارکت فراخواند و اظهار امیدواری کرد فردا پرچم سرافرازی ملت ایران بیش از پیش به اهتزاز درآید.
احمدی‌نژاد حدود ساعت ۱۷:۳۰ رای داد و دعا کرد خدا بهترین سرنوشت را برای مردم و بشر رقم زند.
پس از اعلام نتیجه رئیس‌جمهور در پیامی به حسن روحانی رئیس‌جمهور برگزیده رویداد مهم انتخابات را به مردم و رهبری تبریک گفت. او با تبریک به حجت‌الاسلام روحانی از او خواست تا با قدرشناسی از عواطف و اعتماد مردم تلاش برای استقرار عدالت و آبادانی کشور بیش از پیش آماده شود. «از همهٔ علاقه‌مندان به سرافرازی ایران انتظار دارد که در تمام فرصت‌ها رئیس‌جمهور و دولت منتخب را برای پیشبرد هرچه بهتر امور یاری رساند اینجانب و دولت خدمتگزار تا آخرین لحظات مسئولیت همچون روز اول به وظایف خود به طور جدی عمل خواهیم کرد.»
او نخستین کسی بود که پیش از همه پیام تبریک داد.

### اکبر هاشمی رفسنجانی
اکبر هاشمی رفسنجانی رئیس مجمع تشخیص مصلحت نظام انتخابات آینده ریاست جمهوری را فرصت مناسبی برای تصحیح عملکردهای ناصحیح و ایجاد فرصت برای حضور همه سلایق و وفاداران به نظام و انقلاب در عرصه مشارکت عمومی و تصمیم‌گیری کشور خواند و تصریح کرد: اگر می‌خواهیم اقتصاد و معیشت مردم سامان مناسب یابد و فشارها و توطئه‌های قدرت‌های استکباری خنثی شود، باید زمینه جلب اعتماد عمومی و حضور پرشور مردم و سلایق سیاسی گوناگون فراهم گردد تا با به نمایش گذاشتن وحدت ملی و انتخاب مسئول اجرایی مورد قبول اکثریت مردم، از همه ظرفیت‌های ملی، انسانی و نخبه کشور بهره‌برداری شود.
هاشمی در پیامی انتخاب روحانی را تبریک گفته و از او خواسته‌است تا به وعده‌هایش عمل کند. او گفته‌است که دشمنان دیدند نمی‌توانند مردم را در تحریم‌ها محصور کنند.

### علی لاریجانی
علی لاریجانی رئیس مجلس شورای اسلامی با تأکید بر این‌که انتخابات سالم احتیاج به فضای آرام و سنجیده دارد، در عین حال گفت که محدودیتی برای حضور سلایق مختلف در انتخابات وجود ندارد و همه گرایش‌ها و سلایق باید در این عرصه حضور یابند.
وی در مراسمی به‌طور غیررسمی از محمدباقر قالیباف حمایت کرد و گفت:«قالیباف مدیری پرتوان و سرزنده است که توانسته است آبادانی را در شهر تهران ایجاد کند»
لاریجانی در پیامی به روحانی اظهار کرد که مجلس با دولت منتخب همکاری‌ای صمیمانه خواهد کرد.

### محمدرضا مهدوی کنی
محمدرضا مهدوی کنی رئیس مجلس خبرگان رهبری دربارهٔ انتخابات ۱۳۹۲ گفت:بنده برخلاف برخی که آینده را سیاه‌نمایی می‌کنند، نسبت به انتخابات آینده بسیار خوش بین هستم و معتقدم چشم‌انداز کشور، خوب و روشن است.
وی در پیامی ضمن تبریک به روحانی از او خواست رهنمودهای رهبری و حل مشکلات مردم را سرلوحه برنامه‌های خود قرار دهد.

### صادق آملی لاریجانی
صادق آملی لاریجانی، رئیس قوه قضاییه ایران، در جلسه با مسئولان عالی قضایی با تأکید بر این که تمام روش‌ها، منش‌ها و عمل افراد و گروه‌های مختلف باید به سوی ایجاد شور و نشاط انتخاباتی جهت‌گیری شود، گفت، اقتدار، امنیت ملی و توانایی در حرکت‌به سمت اهداف نظام جمهوری اسلامی ایران در حضور گسترده مردم نهفته است و تشویق به عدم حضور مردم در انتخابات دقیقاً و قطعاً بازی در زمین دشمن است.
وی در پیام تبریک به روحانی گفت حضور حماسی و معنادار مردم در دفاع از ارزش‌های الهی انقلاب اسلامی مایه مباهات است.

### دیگران

#### سپاه
فرمانده کل سپاه پاسداران سردار عزیز جعفری با بیان اینکه انقلاب اسلامی در مرحله سوم اسلامی شدن دستگاه‌های نظام است، گفت: برای تحقق این هدف مسئولان بخصوص نمایندگان مجلس و رئیس‌جمهور باید کسانی باشند که نسبت به ارزش‌های انقلاب و توجه به محتوای نظام اسلامی دقت لازم را داشته باشند.
سپاه پاسداران در بیانیه‌ای با تبریک به مردم و رهبری و روحانی، گفت آمادهٔ همکاری همه‌جانبه با دولت آینده است.

#### شورای نگهبان
احمد جنتی دبیر شورای نگهبان گفت از جمله مهم‌ترین ویژگی‌های رئیس‌جمهور باید توانایی مدیریت کشور باشد به گونه‌ای که بتواند مسائلی همچون تورم، گرانی، اشتغال و مسائل سیاسی را به درستی برطرف کند. وی ادامه داد که رئیس‌جمهور منتخب نباید هوس مذاکره با دشمن را در سر داشته باشد.
وی در پیام تبریک به روحانی از او خواست که در خدمت به مردم و خط امام و ولایت  رهبری و قانون اساسی وفادار باشد.

#### صدا و سیما
عزت‌الله ضرغامی رئیس صداوسیما در پیامی به روحانی تبریک گفت و حضور ملت را دشمن‌شکن خواند و برای رئیس‌جمهور برگزیده دعای موفقیت کرد.

#### جامعهٔ مدرسین
جامعه مدرسین حوزه علمیه قم که بیشتر اعضایش از علی‌اکبر ولایتی حمایت کرده‌بودند، در پیام تبریک به رئیس‌جمهور برگزیده ۲۴ خرداد را مصداق مردم‌سالاری دینی خواند و از روحانی خواست تا مدافع حقوق هسته‌ای ملت باشد.

#### محمدصادق حائری شیرازی
محمدصادق حائری شیرازی، نماینده مجلس خبرگان، در نامه‌ای خطاب به سید علی خامنه‌ای، رهبر جمهوری اسلامی، نسبت به حذف نامزدهای شاخص از روند انتخابات ریاست جمهوری ایران در سال جاری هشدار داد؛ و گفت:همان‌طور که بازی فوتبال میان دو تیم پرطرفدار پرسپولیس و استقلال تهران که همیشه تماشاگران بسیاری داشته‌است و استادیوم را از تماشاگر پر می‌کند. چنانچه حذف یکی از این دو تیم اتفاق بیفتد، حضور تماشاگران را به حداقل می‌رسد، «حذف یک فرد برجسته از صحنه انتخابات نیز با هدف ایجاد حماسه سیاسی ناسازگار است، حتی اگر توجیهات حذف منطقی باشد».

## بین‌المللی

### پیش از انتخابات
```
نماینده 
اتحادیهٔ اروپا
 
خاویر سولانا
 گفت: تا زمان برگزاری این انتخابات توجه سران ایران بیشتر معطوف به آن خواهد بود و موضوع مذاکره هسته‌ای در حاشیه قرار خواهد داشت. تا زمانی که این انتخابات برگزار نشده «بسیار مشکل خواهد بود در زمینه هسته‌ای کاری از پیش ببریم.
[
۶۰
]
```

- سخنگوی وزارت خارجه آمریکا جن ساکی گفت: ما می‌خواهیم انتخابات ایران آزاد و عادلانه برگزار شود و راه‌های زیادی برای دفاع از برگزاری چنین انتخاباتی وجود دارد. وی با اشاره به اینکه موضع اصولی آمریکا حمایت از حضور زنان در همه کشورهای جهان در عرصه‌های مدیریت سیاسی است افزود که آمریکا به‌طور خاص دربارهٔ کاندیدای خاصی که مورد انتخاب مقامات ایران (شورای نگهبان) قرار می‌گیرند، اظهار نظر نمی‌کند.[۶۱]

### پس از انتخابات
- بشار اسد رئیس‌جمهور سوریه در پیام تبریک گفت به نام خود و به نام ملت سوریه صمیمانه‌ترین تبریک‌های خود و بهترین آرزوها برای موفقیت رئیس‌جمهور منتخب که موفق شده‌است اعتماد میلیون‌ها ایرانی را به دست آورد اعلام می‌کنم. وی گفت در این شرایط این مسئله تأثیری مثبت در دو کشور دوست خواهد گذاشت.[۶۲]
- رئیس‌جمهور روسیه ولادیمیر پوتین به روحانی تبریک گفت و خواستار خواستار افزایش همکاری دوجانبه میان مسکو و تهران شد.[۶۳]
- نخست‌وزیر اسراییل بنیامین نتانیاهو برخلاف دیگر کشورها که پیام تبریک فرستادند، گفت که سیاست ایران تغییر نخواهد کرد و خواستار ادامهٔ فشارها برای توقف برنامهٔ هسته‌ای ایران شد.[۶۴]
- رئیس‌جمهور افغانستان حامد کرزی در پیامی به رهبری و روحانی تبریک گفت.[۶۵]
- پادشاه قطر حمد بن‌خلیفه آل‌ثانی در پیامی به روحانی تبریک گفت و بیان کرد مردم ایران خواهان تغییراند.[۶۶]
- پادشاه بحرین حمد بن‌عیسی آل‌خلیفه به روحانی تبریک گفت.[۶۶]
- پادشاه کویت صباح احمد جابر الصباح در پیام تبریک درخواست افزایش روابط کرد.[۶۶]
- عربستان سعودی پس از پیروزی حسن روحانی در انتخابات، ملک عبدالله بن عبدالعزیز این پیروزی را به وی تبریک گفت.[۶۷]
- کاخ سفید در بیانیه‌ای گفت به رأی مردم ایران احترام می‌گذاریم و بابت مشارکت سیاسی آن‌ها در انتخابات تبریک می‌گوییم. آنان گفته‌اند آمادهٔ تعامل برای حل مسئلهٔ هسته‌ای‌اند.[۶۸]
- وزارت خارجهٔ ترکیه در پیام تبریک به روحانی امیدوار شد دولت بهتر بتواند به مردم خدمت کند.[۶۹]
- وزارت خارجهٔ انگلستان از حسن روحانی خواستار روابط سازنده و رویکرد متفاوت کرده‌است.[۷۰]
- وزارت خارجهٔ فرانسه ضمن تبریک به ایرانیان برای همکاری با دولت آینده اعلام آمادگی کرد.[۷۱]
- سید حسن نصرالله دبیرکل حزب‌الله لبنان در پیام تبریک به روحانی گفت ملت‌های عربی و اسلامی و ملت‌های مستضعف امروز شما را منبع امیدهای خود می‌دانند. انتخاب شما امیدها و آرمان‌های ملت ایران را زنده کرد.[۷۲]
- محمود زهار عضو حماس با تبریک به روحانی بر گسترش روابط ایران و حماس تأکید کرد.[۷۳]
- سخنگوی وزارت امور خارجه چین، پیروزی حسن روحانی در انتخابات ایران را تبریک گفت و ابراز امیدواری در جهت ارتقاء روابط دوجانبه کرد.[۷۴]
- جان برد وزیر امور خارجه در بیانیه‌ای شجاعت مردم برای حضور در انتخابات را ستود و تأکید کرد «نتایج رای‌گیری ۱۴ ژوئن معنایی ندارد و کانادا کماکان دوشادوش مردم ایران از خواست آن‌ها برای اصلاحات معنادار و احترام به حقوق ابتدایی شان حمایت خواهد کرد. فردی که برای مقام جانشینی احمدی‌نژاد انتخاب می‌شود صرفاً دست نشانده دیگری برای پانتومیم خطرناک آیت الله خامنه‌ای است که هر روز زندگی مردم ایران را رقم می‌زند. او یادآوری کرده است «در حالی که رهبران مخالف دولت ایران زندانی هستند و حامیان آن‌ها از سال ۲۰۰۹ تاکنون از توانایی حضور در رقابت‌های انتخاباتی محروم بوده‌اند، هیچ‌یک از نامزدهای مورد حمایت حکومت، جایگزین و نماینده واقعی آرای مردم نیستند.»[۷۵]
- پروفسور پاملا گیلیس، مدیر و نائب‌رئیس دانشگاه دانشگاه کلدونیان گلاسگو پیروزی حسن روحانی را به عنوان یکی از دانش‌آموخته‌های این دانشگاه تبریک گفت و این موفقیت را انتخابی معنادار دانست.[۷۶]

## رسانه‌ها

### داخلی
- هفته‌نامه امید جوان: «در قفل در، کلیدی چرخید»
- ابرار: «ایران، سراسر روحانی شد.»
- شرق: «بازآمد امید.»
- قانون: «هوا، معتدل شد.»
- تماشا: «جیغ بنفش»[۷۷]

### خارجی

#### پیش از انتخابات
- فایننشال تایمز در مطلبی در خصوص انتخابات ریاست جمهوری ایران نوشت: حتی اگر افراد بحث‌برانگیز نیز در این انتخابات تأیید صلاحیت شوند، کاری از پیش نخواهند برد و نمی‌توانند باعث تغییر حکومت ایران شوند و نظام سیاسی مستقر در ایران چیزی نیست که با یک یا دو کاندیدا بتوان آن را تغییر داد.[۷۸]
- راشاتودی در گزارشی تحت عنوان «تغییر در مسیر اتم» اعلام نوشت: یکی از مهم‌ترین وقایع در سال ۲۰۱۳ انتخابات ریاست جمهوری در ایران است و دولت محمود احمدی‌نژاد کار خود را پس از دو دوره به پایان خواهد رساند و در کنار آن باید دید مسئله پرونده هسته‌ای ایران چه رویکردی را در پیش خواهد گرفت. رئیس‌جمهور جدیدی که در ایران سکان هدایت را در دست خواهد گرفت باید کشور را در حال فشارها و تحریم‌های سخت آمریکا به پیش برد.[۷۹]
- گاردین در مورد انتخابات ایران نوشت: تمامی توجهات کشورهای جهان و بخصوص کشورهای غربی به انتخابات ایران دوخته شده‌است. برگزاری موفقیت‌آمیز انتخابات ریاست‌جمهوری ایران سبب می‌شود تا نمایندگان هسته‌ای ایران از موضعی قوی در مذاکرات هسته‌ای حضور یابند. حضور میلیونی ملت ایران پای صندوق‌های رأی به جهانیان نشان خواهد داد که برنامهٔ هسته‌ای ایران مسالمت‌آمیز بوده و از مشروعیت و محبوبیت عمومی برخوردار است.[۸۰]
- هاارتص نوشت: دولت نتانیاهو باید نتایج انتخابات ایران را به خوبی رصد نماید چرا که بر چگونگی مواجهه اسرائیل با بحران سوریه تأثیرگذار خواهد بود."[۸۱]

#### پس از انتخابات
- نیویورک تایمز «ایران معتدل برنده انتخابات ریاست جمهوری همراه با حاشیه بزرگ»
- واشینگتن پست «آخوندی اعتدالگرا برنده انتخابات ریاست جمهوری ایران شد»
- الاهرام «رویداد ناگهانی، روحانی در مرحله اول رئیس‌جمهور ایران شد.»
- العرب «ایران، روحانی با رنگ بنفش و کلیدش اصولگرایان را گیچ کرد.»
- الشرق الاوسط چاپ لندن: «روحانی کاندیدای اصلاح طلبان رئیس جمهور ایران شد.»
- الحیات چاپ لندن: «پیروزی بزرگی در مرحله اول رقم زده شد. فضای شادی، یادآور موفقیت خاتمی در سال ۱۹۹۷ است. روحانی ریاست جمهوری را از دست اصولگرایان درآورد.»
- هاآرتص «در پس انتخابات ریاست جمهوری ایران، هشدار نتانیاهو به غرب: گول نخورید و فشارها بر مسئله هسته‌ای ایران را کاهش ندهید.»
- یدیعوت اخرونوت: «نتانیاهو دربارهٔ انتخابات ریاست جمهوری ایران: ما خودمان را گول‌نمی‌زنیم.»
- کریستین ساینس مانیتور: «حسن روحانی رئیس جمهور بعدی ایران است. چه چیزی تغییر خواهد کرد؟»[۸۲]
- رادیو بین‌المللی فرانسه: برخلاف وعده وزیر کشور ایران که اعلام نتایج فوری انتخابات را وعده داده بود و برخلاف تجربه انتخابات پیشین که نتایج انتخابات با شروع روز بعد در اختیار خبرگزاری‌ها قرار گرفت، در این نوبت با تأخیری چند ساعته از ساعات اولیه صبح، اخبار نتایج رای‌گیری منتشر شد که این مسئله موجبات شک پیرامون مهندسی انتخابات از جانب حکومت را تقویت می‌کرد که البته در این مورد با توجه به اختلاف آراء غیرقابل جبران بین حسن روحانی و سایر نامزدان، احتمال تصمیم حکومت در به نتیجه رسیده انتخابات در همان دور اول به نفع حسن روحانی، قویترین نظریه است.[۸۳]